# Wahlen 2015
◄◄ | ◄ | 2011 | 2012 | 2013 | 2014 | Wahlen 2015 | 2016 | 2017 | 2018 | 2019 | ► | ►►

Weitere Ereignisse

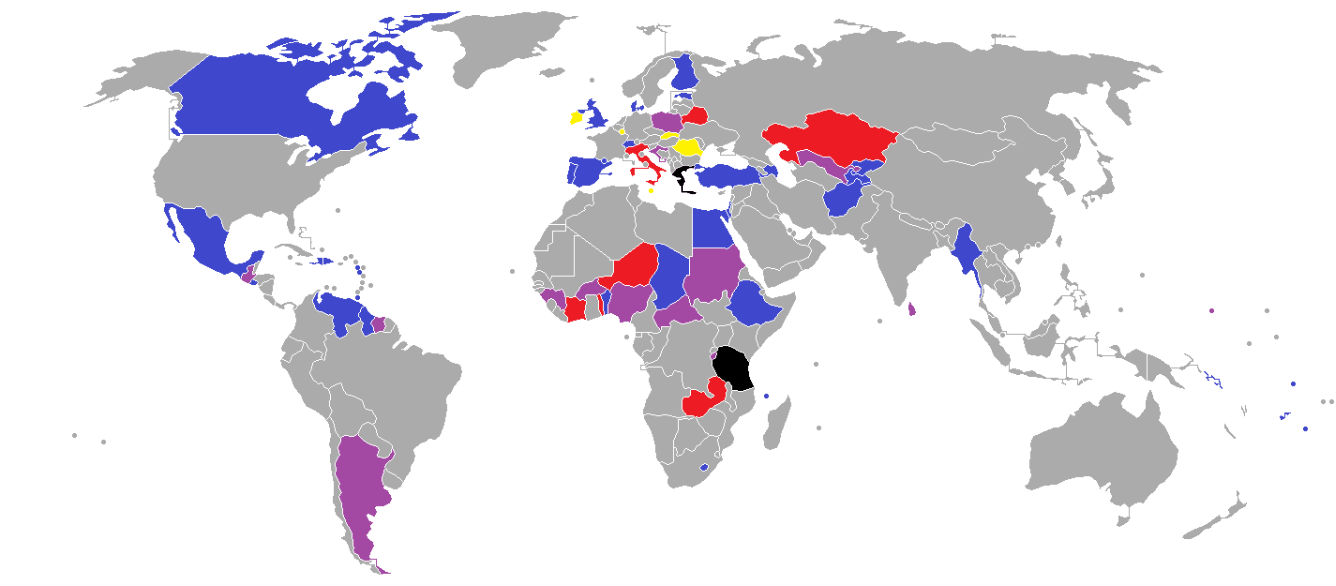
Nationale Wahlen 2015 weltweit

Die hier aufgeführten Wahlen und Abstimmungen fanden im Jahr 2015 statt. Bei weitem nicht alle aufgeführten Wahlen fanden nach international anerkannten demokratischen Standards statt. Diese Liste enthält auch Scheinwahlen in Diktaturen ohne Alternativkandidaten oder Wahlen, die durch Wahlbetrug oder ohne fairen, gleichrangigen Zugang der konkurrierenden Kandidaten oder Parteien zu den Massenmedien zustande kamen.

## Termine
| Land                               | Datum              | Wahl 2015                                                                                                   | letzte Wahl                        | Bemerkung |
| ---------------------------------- | ------------------ | --- | ---------------------------------- | --- |
| Sri Lanka                          | 8. Jan.            | Präsidentschaftswahl in Sri Lanka                                                                           | 2010                               | [ 1 ] |
| Kroatien                           | 11. Jan.           | Stichwahl der Präsidentschaftswahl in Kroatien                                                              | 2009/10                            | [ 2 ] [ 3 ] [ 4 ] [ 5 ] |
| Sambia                             | 20. Jan.           | Präsidentschaftswahl in Sambia                                                                              | 2011                               | [ 6 ] |
| Komoren                            | 25. Jan.           | 1. Wahlgang der Unionsversammlungswahl auf den Komoren                                                      |                                    | [ 7 ] |
| Griechenland                       | 25. Jan.           | Parlamentswahl in Griechenland                                                                              | 2012                               | [ 8 ] |
| Österreich                         | 25. Jan.           | Gemeinderatswahlen in Niederösterreich                                                                      | 2010                               | |
| Italien                            | 31. Jan.           | Präsidentenwahl in Italien                                                                                  |                                    | [ 9 ] [ 10 ] [ 11 ] [ 12 ] |
| Australien                         | 31. Jan.           | Wahl der Gesetzgebenden Versammlung in Queensland                                                           |                                    | [ 7 ] |
| São Tomé und Príncipe              | Februar            | Präsidentschaftswahl in São Tomé und Príncipe                                                               |                                    | [ 13 ] |
| Slowakei                           | 7. Feb.            | Verfassungsreferendum über die gleichgeschlechtliche Ehe in der Slowakei 2015                               |                                    | [ 14 ] [ 15 ] [ 16 ] [ 17 ] |
| Schweiz                            | 8. Feb.            | Wahl des Regierungsrats und Landrats in Basel-Landschaft                                                    |                                    | [ 18 ] |
| Deutschland                        | 15. Feb.           | Bürgerschaftswahl in Hamburg                                                                                | 2011                               | [ 19 ] |
| St. Kitts und Nevis                | 16. Feb.           | Wahl der Nationalversammlung auf Saint Kitts und Nevis                                                      |                                    | [ 7 ] |
| Komoren                            | 22. Feb.           | 2. Wahlgang der Unionsversammlungswahl auf den Komoren                                                      |                                    | [ 20 ] |
| Jemen                              | 28. Feb.           | Parlamentswahl in Jemen Präsidentschaftswahl in Jemen                                                       |                                    | [ 21 ] |
| Lesotho                            | 28. Feb.           | Parlamentswahl in Lesotho                                                                                   |                                    | [ 22 ] |
| Tadschikistan                      | 28. Feb.           | Parlamentswahl in Tadschikistan                                                                             | 2011, 2010                         | [ 7 ] [ 23 ] [ 24 ] |
| Estland                            | 1. März            | Parlamentswahl in Estland                                                                                   | 2011                               | [ 25 ] [ 26 ] [ 27 ] |
| Andorra                            | 1. März            | Parlamentswahl in Andorra                                                                                   | 2011                               | [ 28 ] |
| Litauen                            | 1. März            | Erster Durchgang der Kommunalwahlen in Litauen                                                              | 2011                               | |
| Österreich                         | 1. März            | Gemeinderats- und Bürgermeisterwahlen in Kärnten                                                            | 2009                               | |
| Schweiz                            | 8. März            | Regierungsrat und Kantonsratwahl in Appenzell Ausserrhoden                                                  |                                    | [ 7 ] |
| Schweiz                            | 8. März            | Volksabstimmungen in der Schweiz                                                                            |                                    | |
| Litauen                            | 15. März           | Zweiter Durchgang der Kommunalwahlen in Litauen                                                             | 2011                               | |
| Österreich                         | 15. März           | Gemeindevertretungs- und Bürgermeisterwahlen in Vorarlberg                                                  | 2010                               | |
| Israel                             | 17. März           | Parlamentswahl in Israel                                                                                    | 2013                               | [ 30 ] |
| Tuvalu                             | 19. März           | Parlamentswahl in Tuvalu                                                                                    |                                    | [ 31 ] |
| Frankreich                         | 22. März           | Départementswahlen in Frankreich                                                                            |                                    | [ 32 ] |
| Österreich                         | 22. März           | Gemeinderatswahlen in der Steiermark                                                                        | 2010                               | |
| Australien                         | 28. März           | Wahl der Gesetzgebenden Versammlung und des Legislativrat in New South Wales                                |                                    | [ 7 ] |
| Bolivien                           | 29. März           | Regionalwahlen in Bolivien                                                                                  |                                    | [ 33 ] |
| Frankreich                         | 29. März           | Stichwahl der Départementswahlen in Frankreich                                                              |                                    | [ 34 ] [ 35 ] [ 32 ] |
| Nigeria                            | 28./29. Mär.       | Präsidentschaftswahl in Nigeria Parlamentswahl in Nigeria Senatswahl in Nigeria                             | 2011                               | Die Wahl war zunächst für den 14. Februar 2015 vorgesehen, wurde aber aufgrund der Sicherheitslage und der Bedrohung durch Boko Haram um 6 Wochen verschoben.     |
| Schweiz                            | 29. März           | Wahl des Regierungsrat und Kantonsrat in Luzern                                                             |                                    | [ 7 ] |
| Portugal                           | 29. März           | Regionalwahlen in Madeira                                                                                   | 2011                               | [ 40 ] |
| Benin                              | 31. März           | Wahl der Nationalversammlung in Benin                                                                       |                                    | [ 7 ] |
| Föderierte Staaten von Mikronesien | 31. März           | Kongresswahl in den Föderierten Staaten von Mikronesien                                                     |                                    | [ 7 ] |
| Usbekistan                         | 31. März           | Präsidentschaftswahl in Usbekistan                                                                          | 2007                               | [ 7 ] [ 41 ] [ 42 ] [ 43 ] [ 44 ] [ 19 ] |
| Nigeria                            | 11. April          | Regionalwahlen in Nigeria                                                                                   |                                    | [ 45 ] [ 46 ] |
| Japan                              | 12.–26. Apr.       | Einheitliche Regionalwahlen                                                                                 | 2011                               | 10 Gouverneure, 41 Präfekturparlamente, über 200 Bürgermeister, über 700 Gemeindeparlamente                                                                       |
| Sudan                              | 13. April–15. Apr. | Wahl des Präsidenten und der Nationalversammlung im Sudan                                                   |                                    | [ 47 ] [ 48 ] [ 49 ] [ 7 ] |
| Finnland                           | 19. April          | Parlamentswahl in Finnland                                                                                  | 2011                               | [ 50 ] |
| Türkische Republik Nordzypern      | 19. April          | Präsidentschaftswahl in Nordzypern                                                                          |                                    | [ 51 ] [ 52 ] [ 53 ] |
| Togo                               | 25. April          | Präsidentenwahl in Togo                                                                                     |                                    | [ 7 ] [ 54 ] |
| Benin                              | 26. April          | Parlamentswahl in Benin                                                                                     |                                    | [ 55 ] |
| Kasachstan                         | 26. April          | Präsidentschaftswahl in Kasachstan                                                                          | 2011                               | Die Wahl war zunächst für das Jahr 2016 vorgesehen, wurde aber vom Parlament als „Zeichen von Stabilität in Zeiten einer weltweiten Wirtschaftskrise“ vorgezogen. |
| Vereinigtes Königreich             | 7. Mai             | Unterhauswahl im Vereinigten Königreich                                                                     | 2010                               | [ 57 ] |
| Deutschland                        | 10. Mai            | Bürgerschaftswahl in Bremen                                                                                 | 2011                               | [ 19 ] |
| Polen                              | 10. Mai            | Präsidentschaftswahl in Polen                                                                               | 2010                               | |
| Uruguay                            | 10. Mai            | Kommunalwahlen in Uruguay                                                                                   | 2010                               | |
| Guyana                             | 11. Mai            | Nationalversammlungswahl in Guyana                                                                          |                                    | [ 58 ] |
| Irland                             | 22. Mai            | Verfassungsreferendum in Irland                                                                             |                                    | [ 59 ] |
| Äthiopien                          | 24. Mai            | Repräsentantenhauswahl in Äthiopien                                                                         |                                    | [ 60 ] |
| Polen                              | 24. Mai            | Stichwahl der Präsidentschaftswahl in Polen                                                                 | 2010                               | |
| Spanien                            | 24. Mai            | Regional- und Kommunalwahlen in Spanien                                                                     | 2011                               | [ 61 ] |
| Suriname                           | 25. Mai            | Nationalversammlungswahl in Suriname                                                                        |                                    | [ 62 ] |
| Italien                            | 31. Mai            | Regionalwahlen und Kommunalwahlen in Italien                                                                |                                    | [ 63 ] [ 64 ] |
| Österreich                         | 31. Mai            | Landtagswahl im Burgenland                                                                                  | 2010                               | [ 65 ] |
| Österreich                         | 31. Mai            | Landtagswahl in der Steiermark                                                                              | 2010                               | [ 19 ] [ 66 ] |
| Lettland                           | 3. Juni            | Präsidentschaftswahl in Lettland                                                                            |                                    | [ 67 ] |
| Deutschland                        | 7. Juni            | Landratswahlen in Sachsen 2015 Bürgermeisterwahlen in Sachsen 2015                                          | 2008 2014                          | Wahl der Landräte in allen 10 Landkreisen und von (Ober-)Bürgermeistern in 241 Gemeinden und Städten bspw. Dresden                                                |
| Luxemburg                          | 7. Juni            | Referendum zum Ausländerwahlrecht, Wahlalter ab 16 und Begrenzung der Mandatsdauer für Regierungsmitglieder |                                    | [ 69 ] [ 70 ] [ 71 ] [ 72 ] [ 73 ] [ 74 ] |
| Mexiko                             | 7. Juni            | Parlamentswahl in Mexiko                                                                                    |                                    | |
| Türkei                             | 7. Juni            | Parlamentswahl in der Türkei                                                                                | 2011                               | [ 75 ] |
| Britische Jungferninseln           | 8. Juni            | Parlamentswahl auf den Britischen Jungferninseln                                                            |                                    | [ 76 ] |
| Schweiz                            | 14. Juni           | Volksabstimmungen in der Schweiz                                                                            |                                    | |
| Moldau                             | 14. Juni           | Kommunalwahlen in Moldawien                                                                                 |                                    | [ 78 ] |
| Dänemark                           | 18. Juni           | Parlamentswahl in Dänemark                                                                                  | 2011                               | [ 79 ] |
| Albanien                           | 21. Juni           | Kommunalwahlen in Albanien                                                                                  | 2011                               | |
| Burundi                            | 26. Juni           | Parlamentswahl in Burundi                                                                                   |                                    | [ 80 ] [ 81 ] [ 82 ] [ 83 ] [ 84 ] [ 85 ] [ 86 ] |
| Griechenland                       | 5. Juli            | Referendum in Griechenland zur Lösung der Staatsschuldenkrise                                               |                                    | |
| Burundi                            | 15. Juli           | Präsidentschaftswahl in Burundi                                                                             |                                    | [ 81 ] [ 87 ] [ 88 ] [ 89 ] [ 90 ] [ 91 ] |
| Nordkorea                          | 18. Juli           | Kommunalwahlen in Nordkorea                                                                                 |                                    | [ 92 ] [ 93 ] [ 94 ] [ 95 ] [ 96 ] [ 97 ] |
| Haiti                              | 9. Aug.            | Parlamentswahl und Senatswahl in Haiti                                                                      | 2010                               | [ 98 ] [ 99 ] [ 100 ] |
| Sri Lanka                          | 17. Aug.           | Parlamentswahl in Sri Lanka                                                                                 | 2010                               | [ 101 ] |
| Deutschland                        | 6. Sep.            | Volksentscheid über die Gerichtsstrukturreform in Mecklenburg-Vorpommern                                    |                                    | [ 102 ] [ 103 ] [ 104 ] |
| Guatemala                          | 6. Sep.            | Präsidentschafts- und Parlamentswahl in Guatemala                                                           | 2011                               | [ 105 ] [ 106 ] |
| Polen                              | 6. Sep.            | Referendum in Polen über eine Wahlrechtsänderung, Änderung der Parteienfinanzierung, Steuerrecht            |                                    | [ 107 ] [ 108 ] |
| Trinidad und Tobago                | 7. Sep.            | Repräsentantenhauswahl in Trinidad und Tobago                                                               |                                    | [ 109 ] |
| Singapur                           | 11. Sep.           | Parlamentswahl in Singapur                                                                                  |                                    | [ 110 ] |
| Deutschland                        | 13. Sep.           | Kommunalwahlen in Nordrhein-Westfalen                                                                       | 2009                               | Wahl von Landräten und (Ober-)Bürgermeistern in einem Teil der Gemeinden, soweit nicht bereits 2014 gewählt.                                                      |
| Russland                           | 13. Sep.           | Einheitlicher Wahltag in der Russischen Föderation                                                          |                                    | [ 112 ] |
| Griechenland                       | 20. Sep.           | Parlamentswahl in Griechenland                                                                              | Januar 2015                        | |
| Deutschland                        | 27. Sep.           | Stichwahl der Kommunalwahlen in Nordrhein-Westfalen                                                         | 2009                               | Wahl von Landräten und (Ober-)Bürgermeistern in einem Teil der Gemeinden, soweit nicht bereits 2014 gewählt.                                                      |
| Österreich                         | 27. Sep.           | Landtagswahl in Oberösterreich                                                                              | 2009                               | [ 19 ] [ 114 ] |
| Spanien                            | 27. Sep.           | Parlamentswahl in Katalonien                                                                                | 2012                               | Gilt zugleich als inoffizielles Referendum zur Frage einer künftigen Unabhängigkeit Kataloniens von Spanien.                                                      |
| Portugal                           | 4. Okt.            | Parlamentswahl in Portugal                                                                                  | 2011                               | [ 116 ] [ 117 ] [ 118 ] [ 119 ] [ 7 ] |
| Kirgisistan                        | 4. Okt.            | Parlamentswahl in Kirgisistan                                                                               | 2010                               | [ 120 ] |
| Guinea                             | 11. Okt.           | Präsidentschaftswahl in Guinea                                                                              |                                    | [ 121 ] |
| Österreich                         | 11. Okt.           | Landtags- und Gemeinderatswahl in Wien                                                                      | 2010                               | [ 19 ] |
| Belarus                            | 11. Okt.           | Präsidentschaftswahl in Belarus                                                                             | 2010                               | [ 122 ] |
| Ägypten                            | 17. Okt.           | erster Wahlgang der Parlamentswahl in Ägypten                                                               | 2011/2012                          | [ 123 ] |
| Deutschland                        | 18. Okt.           | Oberbürgermeisterwahl in Köln                                                                               | Kölner Oberbürgermeister seit 1945 | [ 124 ] [ 125 ] [ 126 ] [ 127 ] |
| Schweiz                            | 18. Okt.           | Schweizer Parlamentswahlen                                                                                  | 2011                               | |
| Kanada                             | 19. Okt.           | Unterhauswahl in Kanada                                                                                     | 2011                               | [ 128 ] [ 129 ] |
| Argentinien                        | 25. Okt.           | Präsidentschafts- und Parlamentswahlen in Argentinien                                                       | 2011                               | [ 130 ] [ 131 ] |
| Demokratische Republik Kongo       | 25. Okt.           | Provinzwahlen in der Demokratischen Republik Kongo                                                          |                                    | [ 132 ] |
| Elfenbeinküste                     | 25. Okt.           | Präsidentschaftswahl in der Elfenbeinküste                                                                  | 2010                               | [ 133 ] |
| Guatemala                          | 25. Okt.           | Stichwahl der 2015                                                                                          | 2011                               | [ 134 ] [ 135 ] [ 136 ] [ 137 ] |
| Haiti                              | 25. Okt.           | Kommunalwahlen und Präsidentschaftswahl in Haiti                                                            | 2011                               | [ 138 ] [ 139 ] [ 140 ] [ 141 ] |
| Polen                              | 25. Okt.           | Parlamentswahl in Polen                                                                                     | 2011                               | [ 7 ] |
| Republik Kongo                     | 25. Okt.           | Verfassungsreferendum                                                                                       |                                    | [ 142 ] |
| Tansania                           | 25. Okt.           | Präsidentschafts- und Parlamentswahl                                                                        | 2010                               | [ 143 ] [ 144 ] |
| Ukraine                            | 25. Okt.           | Kommunalwahlen in der Ukraine                                                                               |                                    | [ 145 ] [ 146 ] [ 147 ] |
| Türkei                             | 1. Nov.            | Parlamentswahl in der Türkei                                                                                | Juni 2015                          | |
| Aserbaidschan                      | 1. Nov.            | Parlamentswahl in Aserbaidschan                                                                             |                                    | |
| Belize                             | 4. Nov.            | Parlamentswahl in Belize                                                                                    |                                    | |
| Kroatien                           | 8. Nov.            | Parlamentswahl in Kroatien                                                                                  | 2011                               | [ 148 ] |
| Myanmar                            | 8. Nov.            | Parlamentswahl in Myanmar                                                                                   | 2012, 2010                         | [ 149 ] [ 150 ] [ 151 ] [ 152 ] [ 153 ] [ 154 ] [ 155 ] [ 156 ] [ 157 ] [ 158 ]                                                                                   |
| Ukraine                            | 15. Nov.           | Stichwahl der Kommunalwahlen in der Ukraine                                                                 |                                    | [ 159 ] [ 160 ] [ 161 ] [ 162 ] [ 163 ] [ 147 ] |
| Marshallinseln                     | 16. Nov.           | Parlamentswahl auf den Marshallinseln                                                                       |                                    | |
| Ägypten                            | 22. Nov.           | zweiter Wahlgang der Parlamentswahl in Ägypten                                                              | erster Wahlgang der Parlamentswahl | [ 164 ] |
| Argentinien                        | 22. Nov.           | Stichwahl der Präsidentschaftswahl in Argentinien                                                           | 2011                               | [ 165 ] [ 166 ] |
| Gibraltar                          | 26. Nov.           | Parlamentswahl in Gibraltar                                                                                 | 2011                               | |
| Namibia                            | 27. Nov.           | Regionalratswahlen und Kommunalwahlen in Namibia                                                            | 2010, 2010                         | [ 167 ] |
| Deutschland                        | 29. Nov.           | Olympia-Bürgerschaftsreferendum in Hamburg                                                                  |                                    | Bürgerreferendum zur Bewerbung der Freien und Hansestadt Hamburg um Olympische Sommerspiele 2024                                                                  |
| Burkina Faso                       | 29. Nov.           | Nationalversammlungswahl und Präsidentschaftswahl in Burkina Faso                                           |                                    | [ 169 ] [ 170 ] [ 171 ] [ 172 ] [ 173 ] [ 174 ] [ 175 ] [ 176 ] [ 177 ]                                                                                           |
| Seychellen                         | 3. Dez.–5. Dez.    | Präsidentschaftswahl auf den Seychellen                                                                     | 2011                               | |
| Armenien                           | 6. Dez.            | Referendum in Armenien                                                                                      |                                    | [ 178 ] |
| Venezuela                          | 6. Dez.            | Parlamentswahlen in Venezuela                                                                               | 2010                               | [ 179 ] |
| Frankreich                         | 6. Dez.            | Regionalwahlen in Frankreich                                                                                |                                    | [ 180 ] |
| St. Vincent und die Grenadinen     | 9. Dez.            | Parlamentswahl in St. Vincent und den Grenadinen                                                            | 2010                               | |
| Saudi-Arabien                      | 12. Dez.           | Kommunalwahlen in Saudi-Arabien                                                                             |                                    | erstmals auch Wahlrecht (aktiv und passiv) für Frauen |
| Frankreich                         | 13. Dez.           | Stichwahl der Regionalwahlen in Frankreich                                                                  |                                    | [ 182 ] |
| Zentralafrikanische Republik       | 13. Dez.           | Verfassungsreferendum in der Zentralafrikanischen Republik                                                  |                                    | [ 183 ] [ 184 ] |
| Ruanda                             | 17./18. Dez.       | Referendum in Ruanda                                                                                        |                                    | [ 185 ] [ 186 ] [ 187 ] |
| Slowenien                          | 20. Dez.           | Referendum über die gleichgeschlechtliche Ehe in Slowenien                                                  |                                    | [ 188 ] |
| Spanien                            | 20. Dez.           | Parlamentswahl in Spanien                                                                                   | 2011                               | [ 118 ] [ 7 ] |
| Zentralafrikanische Republik       | 30. Dez.           | erster Wahlgang der Präsidentschaftswahl in der Zentralafrikanischen Republik                               | 2011                               | [ 189 ] |
| Zentralafrikanische Republik       | 30. Dez.           | erster Wahlgang der Nationalversammlungswahl in der Zentralafrikanischen Republik                           | 2011                               | wurde durch die National Election Authority annulliert. |

### Wahlen zu mehreren Terminen
| Staat       | Staat   | Wahl/Abstimmung                     | Kategorie                    |
| ----------- | ------- | ----------------------------------- | ---------------------------- |
| Deutschland | Sachsen | Bürgermeisterwahlen in Sachsen 2015 | Bürgermeisterwahl in Sachsen |